# Zelotes rothschildi
Zelotes rothschildi är en spindelart som först beskrevs av Simon 1909.  Zelotes rothschildi ingår i släktet Zelotes och familjen plattbuksspindlar. Inga underarter finns listade i Catalogue of Life.